# Heterokonta
Heterokonta, Heterokontophyta или Stramenopiles са основен клон на еукариотите. Към 1995 г., съдържаща повече от 100 000 известни вида. Повечето от тях са водорасли, вариращи от гигантски многоклетъчни водорасли до едноклетъчни кремъчни водорасли, които са основен компонент на планктона. Други забележителни членове на Heterokonta са Oomycota (обикновено паразитни), включително Phytophthora (причина за Големия ирландски картофен глад) и Pythium, който причинява гниене на семената.
Името Heterokonta се отнася до подвижните фази на жизнения цикъл, в който флагелираните клетки притежават две различни по форма камшичета.

## Особености

### Хлоропласти
Водораслите в Heterokonta имат хлоропласти, обградени с четири мембрани, които се броят от най-външната към най-вътрешната мембрана. Първата мембрана на хлоропласта е продължение на ендоплазмения ретикулум. Втора мембрана представлява бариера между лумена на ендоплазмения ретикулум и първичния ендосимбионт или хлоропласта, което представлява следващите две мембрани, в рамките на който се намират тилакоидните мембрани. Подредбата на мембраните предполагат, че хлоропластите са получени от редукция на симбионтно еукариотно червено водорасло, което е възникнало чрез еволюционната дивергенция от монофилетичния първичен ендосимбионтен прародител, за който се смята, че е прародител на всички еукариотни фотоавтотрофи. Хлоропластите съдържат характерен хлорофил А и хлорофил C и обикновено допълнителен пигмент фукоксантин, което им дава златисто-кафяв или кафяво-зелен цвят.
Най-базалните (по-рано в еволюцията) Heterokonta са безцветни. Това предполага, че са се отклонил преди придобиването на хлоропластите в рамките на групата. Въпреки това, фукоксантин съдържащи хлоропласти също са намерени сред Haptophyta. Тези две групи може да имат общ произход и евентуално обща филогенетична история с Cryptophyta. Това може да се тълкува и така, че общия прародител на Heterokonta е водорасло и всички безцветни групи възникват чрез загуба на вторичния ендосимбионт и неговия хлоропласт.

### Подвижни клетки
Много Heterokonta са едноклетъчни камшичести, като и повечето други формират флагелирани клетки в някакъв етап от жизнения си цикъл, например като гамети или зооспори. Името Heterokonta се отнася до характерната форма на тези клетки, които обикновено имат две неравни камшичета. Предният флагеум е покрит със странична четина или мастигонеми, а другият е камшикоподобен, гладък, обикновено по-къс, или понякога е редуциран до базално телце. Камшичетата са разположени субапикално (полуотгоре) или странично и обикновено са подкрепяни от четири микротубулни коренчета с характерно устройство.
Мастигонемите се произвеждат от гликопротеини в ендоплазмения ретикулум на клетката, преди да се транспортират до повърхността на предното камшиче. Когато предното камшиче се движи, мастигонемите създават ретрограден ток, който дърпа клетката през водата или приближава храна към клетката. Мастигонемите имат своеобразна тристранната структура, която може да бъде взета като определяща характеристика за Heterokonta, като по този начин се включват няколко протисти, които не формират клетки с типична форма на Heterokonta. Мастигонемите са били загубени в няколко линии на Heterokonta, най-вече при кремъчни водорасли.

## Класификация
Класификацията варира значително. Първоначално Heterokonta са били третирани като два отдела, първия в царство Растения, а другия в протисти:
- Отдел Chrysophyta
  - Клас Chrysophyceae (златисти водорасли)
  - Клас Bacillariophyceae (кремъчни водорасли)
- Отдел Phaeophyta (кафяви водорасли)

В тази схема, обаче, Chrysophyceae са парафилетични за двете други групи. Последните системи често ги третират като класове в рамките на един отдел, наречен Heterokontophyta, Chromophyta или Ochrophyta.
Откритието, че Oomycota и Hyphochytridiomycetes са свързани с тези водорасли, а не с гъби, както се смяташе по-рано, е накарало много автори да включат тези две групи към Heterokonta. В случай, че се окаже, че те са еволюирали от цветни предци, Heterokonta ще бъде парафилетична в тяхно отсъствие. Дейвид Дж. Патерсън нарича тази разширена група Stramenopiles, които се характеризират с наличието на тристранни мастигонеми, митохондрии с тръбни кристи и отворен митоза. Той използва Stramenopiles като прототип за класификация без систематичен ранг. Техният състав е по същество стабилен, но използването им в рамките на класификационните системи варира.
Томас Кавалиър-Смит третира Heterokonta като идентичен по състав таксон с Stramenopiles, като това определение е използвано и тук. Той предлага да бъдат поставени в отделно царство Chromalveolata, заедно с Haptophyta, Cryptophyta и Alveolata. Това е една от най-честите ревизии на пет царствената система, но не е общоприето, отчасти защото някои биолози се съмняват в неговата монофилетичност. Няколко смятат Chromalveolata за идентичен по състав с Heterokonta, или като царство Stramenopila.
Някои източници разделят Heterokonta на автотрофните Ochrophyta и хетеротрофните Bigyra и Pseudofungi. Въпреки това, са предложени някои модификации на тези класификации.

### Класове
- Цветни (водораслоподобни)
  - Actihrysophyceae
  - Bacillariophyceae (кремъчни водорасни)
  - Bolidophyceae
  - Chrysophyceae
  - Eustigmatophyceae
  - Pelagophyceae
  - Phaeophyta (кафяви водорасли)
  - Phaeothamniophyceae
  - Raphidophyceae
  - Synurophyceae
  - Xanthophyceae (жълтозелени водорасли)
- Безцветни (гъбоподобни)
  - Bicosoecea
  - Hyphochytridiomycetes
  - Labyrinthulomycetes
  - Oomycota
  - Opalinidae
  - Proteromonadidae
  - Blastocystis